# Antonio de Escaño
Antonio de Escaño y García de Cáceres (Cartagena, 5 de noviembre de 1750-Cádiz, 12 de julio de 1814) fue un militar y marino español.

## Biografía
Ingresó como guardiamarina a los 17 años y participó en casi todas las grandes operaciones navales que sostuvo España en su época: la expedición contra Argel en 1783, la defensa de Cádiz en 1797 frente a la escuadra británica de Jervis, la batalla de Brest, la de Finisterre de 1805 y la del Cabo de San Vicente de 1797, en la que, gracias a su visión militar, consiguió salvar el buque insignia español, el Santísima Trinidad, cuando su comandante José de Córdova y Ramos "perdió los papeles", y por lo cual recibió la encomienda de la Orden de Santiago.
Por su gran experiencia náutica y militar, y por su cargo de segundo jefe de la escuadra española a las órdenes de Federico Gravina, fue designado por los jefes españoles para exponer ante Pierre de Villeneuve su opinión contraria a la del almirante francés en la célebre reunión a bordo del Bucentaure, o sea, la de permanecer dentro de la bahía gaditana y no intentar romper el cerco inglés. Villeneuve no le hizo caso y ordenó la salida en busca de los navíos de Horatio Nelson. A pesar de haber resultado herido en la batalla de Trafalgar, fue Escaño quien comunicó a Manuel Godoy el resultado del combate, ya que «la situación en que se encuentra el teniente general don Federico Gravina, de resultas de un balazo de metralla que al fin de la acción de ayer recibió en su brazo izquierdo, no le permite dar a V.E. noticia de este combate sangriento».
Ascendido a teniente general de la Armada, Escaño fue elegido, en 1810, miembro del Consejo de Regencia de España e Indias. Cuando este organismo dimitió tras la convocatoria e inicio de las Cortes de Cádiz, fue el único miembro al que se autorizó la residencia en la ciudad. Y en ella murió a mediados de 1814, pocos días después de ser nombrado capitán general de Cartagena, cargo del que no llegó a tomar posesión.

## Reconocimientos
Dio nombre a un destructor de la Armada, el «Escaño». En la actualidad existe una escuela de la Armada que lleva su nombre: Escuela de Especialidades «Antonio de Escaño», situada en Ferrol (La Coruña).
| Predecesor: Francisco Gil de Taboada | Ministro de Marina 1808-1810 | Sucesor: Gabriel Císcar |